# Streptocolea
Streptocolea là một chi rêu trong họ Grimmiaceae.